# Ізабеліно
Ізабеліно (біл. вёска Ізабеліна) — село в складі Молодечненського району Мінської області, Білорусь, підпорядковане Хожівській сільській раді. Розташоване в західній частині області.